# Львова, Ксения Сергеевна
Ксения Сергеевна Льво́ва (1897 — 1968) — русская советская писательница. Лауреат Сталинской премии третьей степени (1950).

## Биография
Родилась 8 (20) августа 1897 года в городе Пружаны (ныне Брестской области Беларуси) в семье мелкого служащего. Окончила курсы иностранных языков. С 1922 года была выездной корреспонденткой самарской газеты «Волжская коммуна», агитатором в деревне. Позднее жила и работала в Сибири.
Урна с прахом захоронена в колумбарии Донского кладбища.

## Творчество
Литературную деятельность начала в Самаре, печатая очерки о советской деревне. В 1930 году они вышли отдельным изданием под названием «Сила стали». В 1929 году в журнале «Сибирские огни» появилась первая повесть К. С. Львовой «Будни», отражавшая классовую борьбу в деревне. Она вошла в книгу «Рассказы» (1939) под названием «В году двадцать восьмом». Материал, собранный в процессе агитаторской работы в деревнях Средней Волги, был положен в основу романа «Высокий ветер» (1935). Писательница является автором пьесы «От икон к баррикадам» (1930) о событиях 9 января 1905 года; комедии «Счастливая ошибка» (1940); очерки «Люди одного колхоза» (1947) и «Живые души» (1948). В очерках рассказывается о новых людях колхозной деревни, о воспитании социалистического отношения к труду. Повесть «На лесной полосе» — первое произведение советской литературы о Сталинском плане преобразования природы. В ней рассказывается о самоотверженной работе комсомольцев лесопосадочного звена колхоза «Ясный путь». Роман «Елена» (1955) о микробиологах подвергался критике за присутствовавшие в нём, по мнению критиков, «элементы дурного вкуса» и сентиментальность. Писала рассказы, очерки.

## Награды и премии
- Сталинская премия третьей степени (1950) — за повесть «На лесной полосе»